# تشارلز آدامز (سياسي)
تشارلز آدامز هو سياسي كندي، ولد في 27 فبراير 1858، وتوفي في 2 أبريل 1931.